# Wiener botanische Zeitschrift
Wiener botanische Zeitschrift, abreviado Wiener Bot. Z.) fue una revista ilustrada con descripciones botánicas que fue editada en Austria. Se publicaron los números  92–93, en los años 1943–1944. Fue precedida por Oesterreichisches Botanisches Wochenblatt.